# Lijst van voetbalinterlands Engeland - Liechtenstein
Deze lijst van voetbalinterlands is een overzicht van alle voetbalwedstrijden tussen de nationale teams van Engeland en Liechtenstein. De landen speelden tot op heden twee keer tegen elkaar. Het eerste duel, een kwalificatiewedstrijd voor het Europees kampioenschap voetbal 2004, was op 29 maart 2003 in Vaduz. De laatste ontmoeting tussen beide teams, de returnwedstrijd in dezelfde kwalificatiereeks, was in Manchester op 10 september 2003.

## Wedstrijden
| № | Plaats     | Datum             | Competitie           | Wedstrijd                | Uitslag |
| - | ---------- | ----------------- | -------------------- | ------------------------ | ------- |
| 1 | Vaduz      | 29 maart 2003     | EK 2004 kwalificatie | Liechtenstein – Engeland | 0 – 2   |
| 2 | Manchester | 10 september 2003 | EK 2004 kwalificatie | Engeland – Liechtenstein | 2 – 0   |

## Samenvatting
| Competitie      | Totaal gespeeld | Winst Engeland | Gelijk | Winst Liechtenstein | Doelsaldo Engeland – Liechtenstein |
| --------------- | --------------- | -------------- | ------ | ------------------- | ---------------------------------- |
| EK-kwalificatie | 2               | 2              | 0      | 0                   | 4 − 0                              |
| Totaal          | 2               | 2              | 0      | 0                   | 4 − 0                              |

Wedstrijden bepaald door strafschoppen worden, in lijn met de FIFA, als een gelijkspel gerekend.

## Details

### Eerste ontmoeting
| EK 2004 kwalificatie (Vaduz, Liechtenstein, 29 maart 2003): |              | |
| Liechtenstein | 0 – 2        | Engeland |
| | goals        | 28' Michael Owen 53' David Beckham |
| Ralf Loose | bondscoach   | Sven-Göran Eriksson |
| Peter Jehle Martin Telser Fabio D'Elia Daniel Hasler Michael Stocklasa Martin Stocklasa Harry Zech 62' Ronny Büchel 86' Thomas Beck Mario Frick 82' Andreas Gerster | opstellingen | David James Gary Neville Wayne Bridge 66' Steven Gerrard Rio Ferdinand Gareth Southgate 70' David Beckham Paul Scholes 80' Emile Heskey Michael Owen Kieron Dyer |
| Franz Burgmeier 62' Thomas Nigg 82' Matthias Beck 86' | wissels      | 66' Nicky Butt 70' Danny Murphy 80' Wayne Rooney |
| Harry Zech 59' | gele kaarten | |

### Tweede ontmoeting
| EK-kwalificatie (Manchester, Verenigd Koninkrijk, 10 september 2003):                                                                                         |              | |
| Engeland | 2 – 0        | Liechtenstein |
| Michael Owen 46' Wayne Rooney 52' | goals        | |
| Sven-Göran Eriksson | bondscoach   | Walter Hörmann |
| David James Matthew Upson Wayne Bridge John Terry Gary Neville Frank Lampard Steven Gerrard 58' David Beckham 58' James Beattie Wayne Rooney 67' Michael Owen | opstellingen | Peter Jehle Martin Telser Daniel Hasler Christof Ritter 46' Michael Stocklasa Martin Stocklasa Mario Frick Andreas Gerster 57' Roger Beck 73' Fabio D'Elia Franz Burgmeier |
| Owen Hargreaves 58' Phil Neville 58' Joe Cole 67' | wissels      | 46' Sandro Maierhofer 57' Thomas Beck 73' Ronny Büchel |
| Wayne Bridge 59' | gele kaarten | 20' Martin Stocklasa 29' Peter Jehle 55' Andreas Gerster |

FA · A-internationals · Selecties · Bondscoaches · Engels vrouwenelftal · Brits olympisch elftal · Engeland -21 · Engeland -20 · Engeland -19 · Engeland -18 · Engeland -17 · Engeland -16 · Vrouwen -17
1872 – 1899 ·
1900 – 1919 ·
1920 – 1929 ·
1930 – 1939 ·
1940 – 1949 ·
1950 – 1959 ·
1960 – 1969 ·
1970 – 1979 ·
1980 – 1989 ·
1990 – 1999 ·
2000 – 2009 ·
2010 – 2019 ·
2020 − 2029
EK's: 1968 ·
1980 ·
1988 ·
1992 ·
1996 ·
2000 ·
2004 ·
2012 · 
2016 · 
2020 · 
2024
WK's: 1950 ·
1954 ·
1958 ·
1962 ·
1966 ·
1970 ·
1982 ·
1986 ·
1990 ·
1998 ·
2002 ·
2006 ·
2010 ·
2014 ·
2018 · 
2022
Albanië ·
Algerije ·
Andorra ·
Argentinië ·
Australië ·
Azerbeidzjan ·
België ·
Bosnië en Herzegovina ·
Brazilië ·
Bulgarije ·
Canada ·
Chili ·
China ·
Colombia ·
Costa Rica ·
Cyprus ·
Denemarken ·
DDR · 
Duitsland ·
Ecuador ·
Egypte ·
Estland ·
Finland ·
Frankrijk ·
Georgië ·
Ghana ·
GOS ·
Griekenland ·
Honduras ·
Hongarije ·
Ierland ·
IJsland · 
Iran ·
Israël ·
Italië ·
Ivoorkust ·
Jamaica ·
Japan ·
Joegoslavië ·
Kameroen ·
Kazachstan ·
Koeweit ·
Kosovo ·
Kroatië ·
Letland ·
Liechtenstein ·
Litouwen ·
Luxemburg ·
Maleisië ·
Malta ·
Marokko ·
Mexico ·
Moldavië ·
Montenegro ·
Nederland ·
Nieuw-Zeeland ·
Nigeria ·
Noord-Ierland ·
Noord-Macedonië ·
Noorwegen ·
Oekraïne ·
Oostenrijk ·
Panama · 
Paraguay ·
Peru · 
Polen ·
Portugal ·
Roemenië ·
Rusland ·
San Marino · 
Saoedi-Arabië ·
Schotland ·
Senegal ·
Servië ·
Servië en Montenegro · 
Slovenië ·
Slowakije ·
Sovjet-Unie ·
Spanje ·
Trinidad en Tobago ·
Tsjechië ·
Tsjecho-Slowakije ·
Tunesië ·
Turkije ·
Uruguay ·
Verenigde Staten ·
Wales ·
Wit-Rusland ·
Zuid-Afrika ·
Zuid-Korea ·
Zweden ·
Zwitserland
Algerije (2010) · 
Argentinië (1986) · 
Argentinië (1998) · 
Argentinië (2002) · 
België (1990) · 
België (2018, 1) · 
België (2018, 2) · 
Brazilië (2002) · 
Colombia (1998) ·
Colombia (2018) ·
Costa Rica (2014) ·
Denemarken (2002) ·
Denemarken (2021) · 
Duitsland (2000) ·
Duitsland (2010) ·
Duitsland (2021) ·
Ecuador (2006) ·
Egypte (1990) ·
Frankrijk (1982) ·
Frankrijk (2012) ·
Frankrijk (2022) ·
Ierland (1990) · 
IJsland (2016) ·
Italië (1990) · 
Italië (2012) · 
Italië (2014) · 
Italië (2021) · 
Kameroen (1990) · 
Koeweit (1982) · 
Kroatië (2018) ·
Kroatië (2021) · 
Marokko (1986) · 
Nederland (1990) · 
Nigeria (2002) · 
Oekraïne (2012) · 
Oekraïne (2021) ·
Panama (2018) · 
Paraguay (1986) · 
Paraguay (2006) · 
Polen (1986) · 
Portugal (1986) · 
Portugal (2000) · 
Portugal (2006) · 
Roemenië (1998) ·
Roemenië (2000) ·
Rusland (2016) ·
Schotland (2021) ·
Senegal (2022) ·
Slovenië (2010) ·
Slowakije (2016) ·
Spanje (1982) ·
Spanje (2024) ·
Trinidad en Tobago (2006) ·
Tsjechië (2021) ·
Tsjecho-Slowakije (1982) ·
Tunesië (1998) ·
Tunesië (2018) ·
Uruguay (2014) ·
Verenigde Staten (2010) ·
Wales (2016) · 
West-Duitsland (1966) ·
West-Duitsland (1982) ·
West-Duitsland (1990) ·
Zweden (2002) ·
Zweden (2006) · 
Zweden (2012)
LFV · A-internationals · Bondscoaches · Statistieken · Liechtensteins vrouwenelftal · Liechtenstein U21 · Liechtenstein U19 · Liechtenstein U18 · Liechtenstein U17 · Liechtenstein U16
1980 – 1989 ·
1990 – 1999 ·
2000 – 2009 ·
2010 – 2019 ·
2020 − 2029
1981 · 
1982 · 
1983 · 
1984 · 
1985 · 
1986 · 
1987 · 
1988 · 
1989 · 
1990 · 
1991 · 
1992 · 
1993 · 
1994 · 
1995 · 
1996 · 
1997 · 
1998 · 
1999 · 
2000 · 
2001 · 
2002 · 
2003 · 
2004 · 
2005 · 
2006 · 
2007 · 
2008 · 
2009 · 
2010 · 
2011 · 
2012 ·
2013 ·
2014 ·
2015 ·
2016 ·
2017 ·
2018 ·
2019 ·
2020 ·
2021 ·
2022 ·
2023 ·
2024
Albanië ·
Andorra ·
Armenië ·
Australië ·
Azerbeidzjan ·
België ·
Bosnië en Herzegovina ·
China ·
Denemarken ·
Duitsland ·
Engeland ·
Estland ·
Faeröer ·
Finland ·
Georgië ·
Gibraltar ·
Griekenland ·
Hongarije ·
Hongkong ·
Ierland ·
IJsland ·
Indonesië ·
Israël ·
Italië · 
Kaapverdië ·
Kazachstan ·
Kroatië ·
Letland ·
Litouwen ·
Luxemburg ·
Malta ·
Moldavië ·
Montenegro ·
Nederland ·
Noord-Ierland ·
Noord-Macedonië ·
Oostenrijk ·
Polen ·
Portugal ·
Qatar ·
Roemenië ·
Rusland ·
San Marino ·
Saoedi-Arabië ·
Schotland ·
Slowakije ·
Spanje ·
Thailand ·
Togo ·
Tsjechië ·
Turkije ·
Verenigde Staten ·
Wales ·
Wit-Rusland ·
Zweden ·
Zwitserland